# Trichotaphe
Trichotaphe is een geslacht van vlinders van de familie tastermotten (Gelechiidae).

## Soorten
- T. amblychroa Janse, 1954
- T. asteropis (Meyrick, 1921)
- T. byrsoxantha Meyrick, 1918
- T. claviculata Meyrick, 1909
- T. coenulenta (Meyrick, 1927)
- T. condylodes Meyrick, 1921
- T. chalybitis (Meyrick, 1920)
- T. dysnotata Janse, 1954
- T. excepta (Meyrick, 1914)
- T. externella (Zeller, 1852)
- T. famosa Meyrick, 1914
- T. furvellus (Zeller, 1852)
- T. hercogramma Meyrick, 1921
- T. homaloxesta Meyrick, 1921
- T. hortulana Meyrick, 1918
- T. inclusa (Meyrick, 1927)
- T. introspiciens Meyrick, 1926
- T. ironica Meyrick, 1909
- T. ligyra Meyrick, 1913
- T. melanosoma Meyrick, 1920
- T. molybdea Janse, 1954
- T. monococca Meyrick, 1921
- T. ochroxesta Meyrick, 1921

- T. oenombra Meyrick, 1914
- T. opsorrhoa Meyrick, 1929
- T. oxygrapha Meyrick, 1913
- T. phaeothina Ghesquière, 1940
- T. physeta Meyrick, 1913
- T. pleuropa Meyrick, 1921
- T. plumbosa Meyrick, 1913
- T. pyrrhitis Meyrick, 1911
- T. quadrifurcata Janse, 1954
- T. rubidula Meyrick, 1913
- T. seminata Meyrick, 1911
- T. skukuzae Janse, 1954
- T. subiridescens Janse, 1954
- T. tapinostola Janse, 1954
- T. tridentata Janse, 1954